# Língua malgaxe
A língua malgaxe é uma língua austronésia e a língua nacional de Madagascar. O malgaxe é a língua malaio-polinésia mais ocidental, trazida para Madagascar pelos povos austronésios que se estabeleceram nas Ilhas da Sonda por volta do século V d.C. A língua malgaxe é uma das línguas baritas e tem a maior proximidade com a língua ma'anyan, ainda falada em Bornéu nos dias atuais. O malgaxe também inclui inúmeras palavras emprestadas do malaio, provenientes do período do estabelecimento inicial dos povos austronésios e das relações comerciais entre Madagascar e as ilhas da Sunda. Após o ano 1000 d.C., o malgaxe incorporou muitas palavras emprestadas do banto e do árabe, trazidas por comerciantes e novos colonos.
O malgaxe é falado por cerca de 25 milhões de pessoas em Madagascar e nas Comores. A maioria das pessoas em Madagascar fala o malgaxe como língua materna, assim como algumas pessoas de descendência malgaxe em outros lugares. O malgaxe é dividido em dois principais grupos de dialetos: o oriental e o ocidental. O planalto central da ilha, onde está localizada a capital Antananarivo e a antiga região central do Reino Merina, fala o dialeto merina. O dialeto merina é a base do malgaxe padrão, que é utilizado pelo governo e pelos meios de comunicação em Madagascar. O malgaxe padrão é uma das duas línguas oficiais de Madagascar, ao lado do francês, conforme estabelecido na constituição de 2010 da Quarta República de Madagascar.
O malgaxe é escrito no alfabeto latino, introduzido por missionários ocidentais no início do século XIX. Anteriormente, era utilizado o alfabeto sorabe, um sistema de escrita local para transcrição do alfabeto árabe.

## Classificação
A língua malgaxe é uma língua austronésia, pertencente à família linguística malaio-polinésia. Os primeiros habitantes de Madagascar chegaram à ilha a partir da Indonésia e da Malásia, trazendo consigo línguas austronésias que evoluíram para o malgaxe ao longo do tempo.
Dentro da família malaio-polinésia, o malgaxe é classificado como parte do ramo barito, que inclui línguas faladas na Indonésia e nas Filipinas. A língua malgaxe é considerada única dentro do ramo barito, com sua própria história de desenvolvimento e influências culturais. 
Embora o malgaxe seja uma língua austronésia, sua história e evolução também foram influenciadas por contatos com outras línguas e culturas ao longo do tempo, incluindo o árabe, o swahili, o francês e o inglês.

## Etimologia
O termo "malgaxe" deriva de uma palavra do idioma indonésio ou malaio, malgasy, que significa "montanha".  Isso pode ser uma referência às montanhas de Madagascar, onde os primeiros habitantes da ilha se estabeleceram e onde a língua malgaxe evoluiu ao longo do tempo.

## História
A língua malgaxe tem uma história que reflete a história do povo malgaxe e a evolução da cultura e sociedade de Madagascar. Acredita-se que a língua malgaxe tenha se originado a partir das linguas austronésias trazidas pelos primeiros habitantes da ilha, que chegaram a Madagascar há mais de dois mil anos.
Ao longo dos séculos, o malgaxe se desenvolveu em 12 dialetos, influenciados por contatos com outras línguas e culturas, incluindo o árabe, o suaíli, o francês e o inglês. Durante o século XVII, o reino de Merina, localizado nas planícies centrais de Madagascar, estabeleceu uma hegemonia sobre a maior parte da ilha e promoveu a língua malgaxe como língua oficial do reino.
Durante o período colonial, Madagascar foi governada pela França, e a língua francesa se tornou uma língua importante na educação e nos negócios, ao lado do malgaxe. Após a independência de Madagascar em 1960, o malgaxe foi declarado a língua oficial do país.
Hoje, a língua malgaxe é falada por cerca de 25 milhões de pessoas em todo o mundo. A língua continua a evoluir e se adaptar às mudanças na sociedade e na tecnologia.

## Distribuição geográfica e Dialetos

Map of the Malagasy dialects on Madagascar

A língua malgaxe é falada em Madagascar, uma ilha localizada no Oceano Índico, a cerca de 400 km da costa da África Oriental.
A língua malgaxe é ampla e diversa em Madagascar, com 11 variações regionais em Madagascar e 1 variação na França, sendo separados em 2 grupos principais. O malgaxe padrão é o dialeto merina, falado por um quarto da população de Madagascar.

### Malgaxe Oriental
- Merina (Malgaxe central) - falado pela capital Antananarivo e  no planalto central
- Antanosy Malgaxe - falado no extremo sul de Madagascar
- Tanala Malgaxe - falado no sudeste de Madagascar
- Betsimisaraka Malgaxe - falado no leste de Madagascar
- Antaisaka Malgaxe - falado no sudeste de Madagascar

### Malgaxe Ocidental
- Bara Malgaxe - falado pelo sudoeste de Madagascar
- Antankarana Malgaxe - falado na costa norte de Madagascar
- Tsimihety Malgaxe - falado no norte de Madagascar
- Sakalava Malgaxe - falado no oeste de Madagascar
- Tanosy Malgaxe - falado no sudeste de Madagascar
- Antandroy Malgaxe - falado no extremo sul de Madagascar

Além de Madagascar, a língua malgaxe também é falada por comunidades de imigrantes malgaxes em países como a França, Canadá, Reino Unido, Estados Unidos e Comores.
A língua malgaxe é ensinada nas escolas como uma das línguas oficiais do país. A língua malgaxe também tem uma forte presença na mídia, na literatura e na música de Madagascar, preservando a história e cultura do país.

## Status legal
A língua malgaxe é a língua oficial de Madagascar, de acordo com a Constituição de 2010. Isso significa que a língua malgaxe é usada em todas as instituições governamentais, incluindo tribunais, parlamento, administração pública e serviços de saúde.
Além disso, a lei de educação de Madagascar estabelece que a língua malgaxe é a principal língua de instrução nas escolas primárias e secundárias do país. A lei também exige que todas as crianças aprendam a língua malgaxe como parte do currículo escolar.
A língua malgaxe também é protegida pela Lei de Promoção e Proteção da Língua Malgaxe, que foi promulgada em 2001. Essa lei estabelece que a língua malgaxe deve ser promovida e protegida em todas as áreas da sociedade, incluindo educação, mídia, cultura e governo.

## Fonologia

### Vogais
|         | Anterior | Central | Posterior |
| ------- | -------- | ------- | --------- |
| Fechada | i ĩ      | ɨ ɨ̃     | u ũ       |
| Aberta  | ɛ ɛ̃      | a ã     | ɔ ɔ̃       |

As vogais orais são representadas por letras simples na tabela, enquanto as vogais nasais são representadas por letras seguidas de um til (~). Além disso, em malgaxe, as vogais nasais são contrastivas, o que significa que a mudança de uma vogal oral para uma vogal nasal pode mudar o significado de uma palavra.
As vogais em malgaxe também são conhecidas por seu sistema de alongamento de vogais, que é usado para distinguir palavras que têm significados diferentes, mas que são escritas da mesma forma. Por exemplo, a palavra "mà" significa "filho", enquanto a palavra "mā" significa "água". O sistema de alongamento de vogais é frequentemente usado em malgaxe para criar formas plurais, superlativas e enfáticas de palavras.

### Consoantes
A língua malgaxe possui um sistema de consoantes relativamente simples, podem ser vozeadas ou não-vozeadas, e a presença ou ausência de voz é contrastiva em alguns pares de consoantes.
A seguir, uma tabela com as consoantes do malgaxe, seus símbolos fonéticos e transcrições IPA:
| Consoante   | Bilabial | Alveolar | Palatal | Velar | Glotal |
| ----------- | -------- | -------- | ------- | ----- | ------ |
| Nasal       | m        | n        | ɲ       | ŋ     |        |
| Oclusiva    | p b      | t d      | c ɟ     | k ɡ   | ʔ      |
| Fricativa   |          | s z      | ʃ ʒ     |       |        |
| Africada    |          | t͡s d͡z    | tʃ dʒ   |       |        |
| Aproximante | w        | r        | j       |       |        |
| Lateral     |          | l        |         |       |        |

A língua malgaxe apresenta uma distinção entre consoantes  uvulares, que não são contrastante. Isso significa que as consoantes uvulares são pronunciadas na garganta.
Em relação à distribuição fonética, o malgaxe apresenta uma preferência por consoantes simples e evita agrupamentos complexos de consoantes. Há algumas restrições em relação à posição das consoantes nas palavras, com algumas consoantes sendo mais frequentes em início de palavra e outras em final de palavra.

## Escrita
Antes da chegada dos colonizadores europeus, os malgaxes usavam uma escrita própria baseada em caracteres arábicos. Essa escrita, chamada sorabe, era usada principalmente por comunidades muçulmanas e era muito semelhante à escrita árabe, com algumas variações para acomodar os sons específicos do malgaxe. Acredita-se que a escrita sorabe tenha sido usada em Madagascar desde o século XI.
| ـَ | ب | د | ـِ | ف | غ     | ه | ـِ    | ج | ك | ل | م | ن | ـُ | ڡ | ر | س | ط | و | ⟨ي⟩‎ & ⟨ز⟩ | ع | ⟨ڊ⟩‎ & ⟨رّ⟩ | ⟨̣ط⟩‎ & ⟨رّ⟩ | ت  | ڡّ  | طّ  | ـَيْ | ـَوْ | ـُوً | ـُيْ | ⟨ـِيَا⟩‎ & ⟨ـِيْا⟩ | ـِوْ     | ـِيْ |
| a | b | d | e | f | g, ng | h | i, y | j | k | l | m | n | o | p | r | s | t | v | z         | n̈ | dr        | tr        | ts | mp | nt | ai | ao | oa | oi | ia, ea        | io, eo | ie |

| A a   | B b | D d | E e | F f | G g | H h | I i   | J j | K k | L l | M m | N n | O o   | P p | R r | S s |     | T t | V v   | Y y | Z z |  |
| [a/ə] | [b] | [d] | [e] | [f] | [g] | [h] | [i~j] | [ʣ] | [k] | [l] | [m] | [n] | [u/ʷ] | [p] | [r] | [s] | [t] | [v] | [i/ʲ] | [z] |     |  |

| ai/ay | ao   | ao/ô/oa | dr   | ei/ey | mb   | mp   | n̈/ñ/ng | nd   | ndr    | ndz   | ng   | nk   | nt   | ntr   | nts   | oi/oy | sy  | tr   | ts   |
| [aj]  | [aw] | [o]     | [ɖʳ] | [ej]  | [ᵐb] | [ᵐp] | [ŋ]    | [ⁿd] | [ᶯɖʳ ] | [ⁿdz] | [ᵑɡ] | [ᵑk] | [ⁿt] | [ⁿtʳ] | [ⁿts] | [uj]  | [ʃ] | [ʈʳ] | [ts] |

No entanto, com a chegada dos colonizadores europeus no século XVII, a escrita malgaxe começou a mudar significativamente. Os missionários cristãos trouxeram o alfabeto latino para Madagascar e começaram a usá-lo para escrever o malgaxe. Eles também desenvolveram um sistema de escrita fonética para ajudar na pronúncia correta das palavras.
Ao longo do tempo, a escrita malgaxe baseada no alfabeto latino se tornou a forma dominante de escrita em Madagascar. No entanto, a escrita sorabe ainda é usada por algumas comunidades muçulmanas em Madagascar, especialmente na região de Antsiranana, no norte do país.
Além disso, o alfabeto malgaxe passou por algumas mudanças ao longo dos anos. Em 1823, um missionário britânico desenvolveu uma ortografia padronizada para o malgaxe que foi amplamente adotada. Em 1924, um linguista e lexicógrafo malgaxe fez algumas alterações na ortografia do malgaxe para torná-la mais consistente e fácil de aprender.
Hoje em dia, o alfabeto malgaxe é composto por 21 letras, incluindo cinco vogais (a, e, i, o, u) e 16 consoantes (b, d, f, g, h, j, k, l, m, n, p, r, s, t, v, y). Algumas letras têm diacríticos para indicar sons específicos, como o acento circunflexo (^) usado em algumas vogais para indicar uma pronúncia mais fechada ou nasal.

## Gramática
Algumas das características gramaticais notáveis do malgaxe incluem:

### Aglutinação
O malgaxe é uma língua aglutinante, as palavras são formadas adicionando afixos a uma raiz. Esses afixos podem indicar aspectos gramaticais como tempo, modo, pessoa, número e gênero.
Para o tempo, há o uso de prefixos como: -n e -h antes de vogais , e -no e -ho antes de consoantes.
|                   | Presente          | Passado               | Futuro                   |
| ----------------- | ----------------- | --------------------- | ------------------------ |
| mamaky = para ler | mamaky = para ler | namaky= ter lido      | hamaky= ler              |
| hamaky = ler      | mividy= comprar   | nividy = ter comprado | hividy = ter que comprar |

Para o modo (só dois no malgaxe, o imperativo e o indicativo), utiliza-se os sufixos -a , -o e , -y para o imperativo enquanto o indicativo não possui uma marca particular

Para a pessoa,  número e gênero: 
|                | Sujeito    | Objeto   | Sufixo    |
| -------------- | ---------- | -------- | --------- |
| Eu             | aho, izaho | ahy      | (k) o     |
| Tu/Você        | ianao      | anao     | (n) ao    |
| Ele(a)         | izy        | azy      | (n) y     |
| Nós            | isika      | antsika  | (n) tsika |
| Nós(exclusivo) | izahay     | ai       | (n) sim   |
| Vós            | ianareo    | anareo   | (n) areo  |
| Eles(as)       | izy ireo   | azy ireo | (n) izy   |

### Verbos complexos
O malgaxe tem verbos complexos, que são formados pela combinação de vários verbos auxiliares e o verbo principal.

### Concordância de gênero e número
o malgaxe tem uma concordância de gênero e número, o que significa que os adjetivos, pronomes e verbos concordam em gênero e número com o substantivo a que se referem.
Número e Gênero
| Número e gênero | Verbo(infinitivo) | Exemplo                    | Tradução                     |
| --------------- | ----------------- | -------------------------- | ---------------------------- |
| Singular, masc  | Miasa             | Miasa aho                  | Eu trabalho                  |
| Singular, fem   | Miasa             | Miasa ahy                  | Eu trabalho (para uma mulher |
| Plural, masc    | Miasa             | Miasa isan'andro           | Eles trabalham todos os dias |
| Plural, fem     | Miasa             | Miasa isan'andro ireo vavy | Elas trabalham todos os dias |

O malgaxe possui uma ordem de palavras feita de verbo-objeto-sujeito (VOS)
Mamaky boky ny mpianatra
lê   livro  o estudante
"o estudante lê o livro"

### Números
Abaixo está o padrão de formação dos numeros em malgaxe

| Numeral       | Cadinal                                  | Ordinal                                      |
| ------------- | ---------------------------------------- | -------------------------------------------- |
| 0             | aotra                                    |                                              |
| 1             | iray                                     | voalohany                                    |
| 3             | telo                                     | fahatelo                                     |
| 4             | efatra                                   | fahefatra                                    |
| 5             | dimy                                     | fahadimy                                     |
| 6             | enina                                    | fahenina                                     |
| 7             | fito                                     | fahafito                                     |
| 8             | valo                                     | fahavalo                                     |
| 9             | sivy                                     | fahasivy                                     |
| 10            | folo                                     | fahafolo                                     |
| 11            | iraika ambinʼny folo                     | faha-iraika ambinʼny folo                    |
| 15            | dimy ambinʼny folo                       | fahadimy ambinʼny folo                       |
| 20            | roapolo                                  | faharoapolo                                  |
| 22            | roa amby roapolo                         | faharoa amby roapolo                         |
| 26            | enina amby roapolo                       | fahenina amby roapolo                        |
| 30            | telopolo                                 | fahatelopolo                                 |
| 40            | efapolo                                  | fahefapolo                                   |
| 50            | dimampolo                                | fahadimampolo                                |
| 70            | fitopolo                                 | fahafitopolo                                 |
| 90            | sivifolo                                 | fahasivifolo                                 |
| 100           | zato                                     | fahazato                                     |
| 101           | iraika amby zato                         | faha-iraika amby zato                        |
| 110           | folo amby zato                           | fahafolo amby zato                           |
| 120           | roapolo amby zato                        | faharoapolo amby zato                        |
| 137           | fito amby telopolo amby zato             | fahafito amby telopolo amby zato             |
| 400           | efajato                                  | fahefajato                                   |
| 700           | fitonjato                                | fahafitonjato                                |
| 1,000         | arivo                                    | faharivo                                     |
| 1,978         | valo amby fitopolo sy sivinjato sy arivo | fahavalo amby fitopolo sy sivinjato sy arivo |
| 6,000         | enina arivo                              | fahenina arivo                               |
| 8,000         | valo arivo                               | fahavalo arivo                               |
| 10,000        | iray alina                               | faha- iray alina                             |
| 100,000       | iray hetsy                               | faha-iray hetsy                              |
| 1,000,000     | iray tapitrisa                           | faha-iray tapitrisa                          |
| 1,000,000,000 | arivo tapitrisa                          | faharivo tapitrisa                           |